# Raúl Schifferli Díaz
Raúl Alberto Schifferli Díaz (Lautaro, 26 de enero de 1959) es un político chileno que ocupó el cargo de alcalde de la comuna de Lautaro en la región de la Araucanía desde 2016 hasta el 6 de octubre de 2022 tras haber sido condenado como autor del delito de abuso sexual a mujer de 29 años.

## Reseña biográfica
Nació en Lautaro, Sector Roblería en calle Brasil y fue recibido por una partera del lugar, con quien mantuvo estrecho vínculo durante toda su niñez aprendiendo de esta manera el respeto por la cultura mapuche que ha sido una de sus principales fortalezas al relacionarse con las comunidades y comuneros del sector de Lautaro.

### Vida profesional
Su formación profesional la cursó en la Universidad Técnica de Temuco, obteniendo el título de Técnico en Administración de Empresa, donde además destacó como deportista, seleccionado de Básquetbol y representante regional del deporte. Además realizó su práctica en la oficina INDAP Lautaro para posteriormente ocupar el cargo de Gerente de Agrícola Llaima área Lautaro, Perquenco, Galvarino y Vilcún.
Posteriormente trabajó en Temuco siendo jefe de ventas en las comerciales Dicarco y Soquimich. Más tarde, estuvo también en la Universidad Arturo Prat como inspector general de Victoria. 
Desarrolló una labor importante en el Programa Chile Barrio dependiente del MIDEPLAN del Gobierno Regional, y años más tarde estuvo como encargado de la oficina de deportes en la Municipalidad de Lautaro y después en la Municipalidad de Galvarino], logrando ser asesor de proyectos en Chile deportes de la IX Región e integrante del Concejo consultivo de la Región.
Posterior a eso, se desempeñó como Jefe de Deportes en la Municipalidad de Traiguén y luego como asesor de proyectos en la Comuna de Ercilla.

### Carrera política
Su vida política comenzó muy joven, haciéndose parte de las necesidades de la gente, luchando por proyectos y destacando por una capacidad de trabajo, cercanía y orientación al logro. Como demócrata cristiano ocupó diversos cargos entre los que se destaca presidente comunal, concejal y secretario de la Asociación Chilena de Municipalidades en la región de la Araucanía. Actualmente es independiente y cuenta con todo el respaldo de la Democracia Cristiana.
Participó en Tres periodos como concejal de la comuna de Lautaro, y destacando a nivel regional por su capacidad de gestión y visión política, llegando a cumplir funciones gremiales a nivel regional como secretario de la asociación de Municipios de la Araucanía.

## Causa judicial
Durante junio de 2020, en tiempos de la pandemia de COVID-19 y a raíz de los problemas económicos, una habitante de la comuna de Lautaro se acercó por ayuda hacia el edil para la obtención de un trabajo. Raúl Schifferli la invitó a su domicilio donde la violentó sexualmente.
El 25 de septiembre de 2022 el Tribunal Oral en lo Penal de Temuco declaró culpable a Raúl Schifferli por el delito de abuso sexual consumado contra una mujer.
El 6 de octubre del mismo año el Tribunal Oral en lo Penal de Temuco leyó la condena hacia el exalcalde en el cual se mencionaron las siguientes penas:
1. Inhabilitación perpetua para derechos políticos
2. 4 años de presidio con beneficio de libertad vigilada
3. Inhabilidad para cargos públicos mientras dure la pena
4. Prohibición de acercarse a la víctima

La sentencia fue confirmada por la Corte Suprema en abril de 2023.